# 吳道凝
吳道凝（1622年8月4日—17世紀），字子遠，號虛來，南直隸安慶府桐城縣人，清朝政治人物。

## 生平
吳道凝是崇禎十二年（1639年）己卯科應天鄉試第一百一名舉人，順治四年（1647年）丁亥科進士，先在工部觀政，授長清知縣，五年（1648年）調奉化知縣，七年（1650年）辭官回鄉。他年少負材略，豪放不羈，與人言論笑談風生，又擅長詩賦和草書，古文下筆千言立就，自稱得李邕筆意，登第後卻寄情書酒不喜仕業，著有十二卷《大指齋集》。

## 家族
玄祖吳佐；高祖吳希瑞；曾祖吳堂，贈工部郎中加贈按察司副使；祖父吳一介，嘉靖三十五年進士，河南右布政使；父吳應賓，萬曆十四年進士，左春坊左諭德。

## 引用
1. 1 2  民國《桐城續修縣志·卷十二·人物志》：吳道凝，字子遠，宮諭應賓之子，順治丁亥進士，初筮山東長清令，尋改奉化，未幾歸。少負材略，豪放不羈，與人言論風生四座，尤長於詩賦，古文援筆千言立就，善草書，自謂得李北海筆意，既登第雅志石渠天祿之業，齪齪百里非其好也，著有《大指齋集》十二卷。
2. 1 2  《順治四年丁亥科進士三代履歷》：吳道凝，曾祖堂，贈副使；祖一介，嘉靖丙辰會魁，通奉大夫、河南右布政使；父應賓，萬曆丙戌會魁，奉政大夫、左春坊左諭德。虛來，易一房，壬戌年六月二十八日生，桐城籍，休寧人，己卯一百一名，會試二百五名，三甲二百十五名，工部觀政，授山東長清知縣，戊子調浙江奉化知縣。
3. ↑  龚延明主编. . 宁波: 宁波出版社. 2016. ISBN 978-7-5526-2320-8. 《天一閣藏明代科舉錄選刊.登科錄》之《嘉靖三十五年丙辰科登科錄》